# Equazione di Richards
L'equazione di Richards rappresenta il movimento dell'acqua nella zona insatura, fu formulata da Lorenzo A. Richards nel 1931. Si tratta di un'equazione differenziale alle derivate parziali non lineare, che è spesso difficile da approssimare.
{\displaystyle {\frac {\partial \theta }{\partial t}}={\frac {\partial }{\partial z}}\left[K(\psi )\left({\frac {\partial \psi }{\partial z}}+1\right)\right]\ }
dove:
- K è la conducibilità idraulica
- Ψ è l'altezza piezometrica
- z è l'elevazione rispetto ad una quota di riferimento
- θ è il contenuto d'acqua
- t è il tempo